# Colonfay
Colonfay ist eine französische Gemeinde mit 72 Einwohnern (Stand 1. Januar 2022) im Département Aisne in der Region Hauts-de-France (vor 2016 Picardie). Sie gehört zum Arrondissement Vervins, zum Kanton Marle und zum Gemeindeverband Thiérache du Centre.

## Geographie
Die Gemeinde Colonfay liegt in der Thiérache, 15 Kilometer westlich von Vervins. Umgeben ist Colonfay von den Nachbargemeinden Wiège-Faty im Norden, Le Sourd im Nordosten, Lemé im Südosten,  Sains-Richaumont im Süden, Puisieux-et-Clanlieu im Westen sowie Flavigny-le-Grand-et-Beaurain im Nordwesten.

## Bevölkerungsentwicklung
| Jahr                       | 1962 | 1968 | 1975 | 1982 | 1990 | 1999 | 2006 | 2012 | 2021 |
| Einwohner                  | 102  | 96   | 77   | 72   | 86   | 95   | 71   | 81   | 73   |
| Quellen: Cassini und INSEE |      |      |      |      |      |      |      |      |      |

## Sehenswürdigkeiten

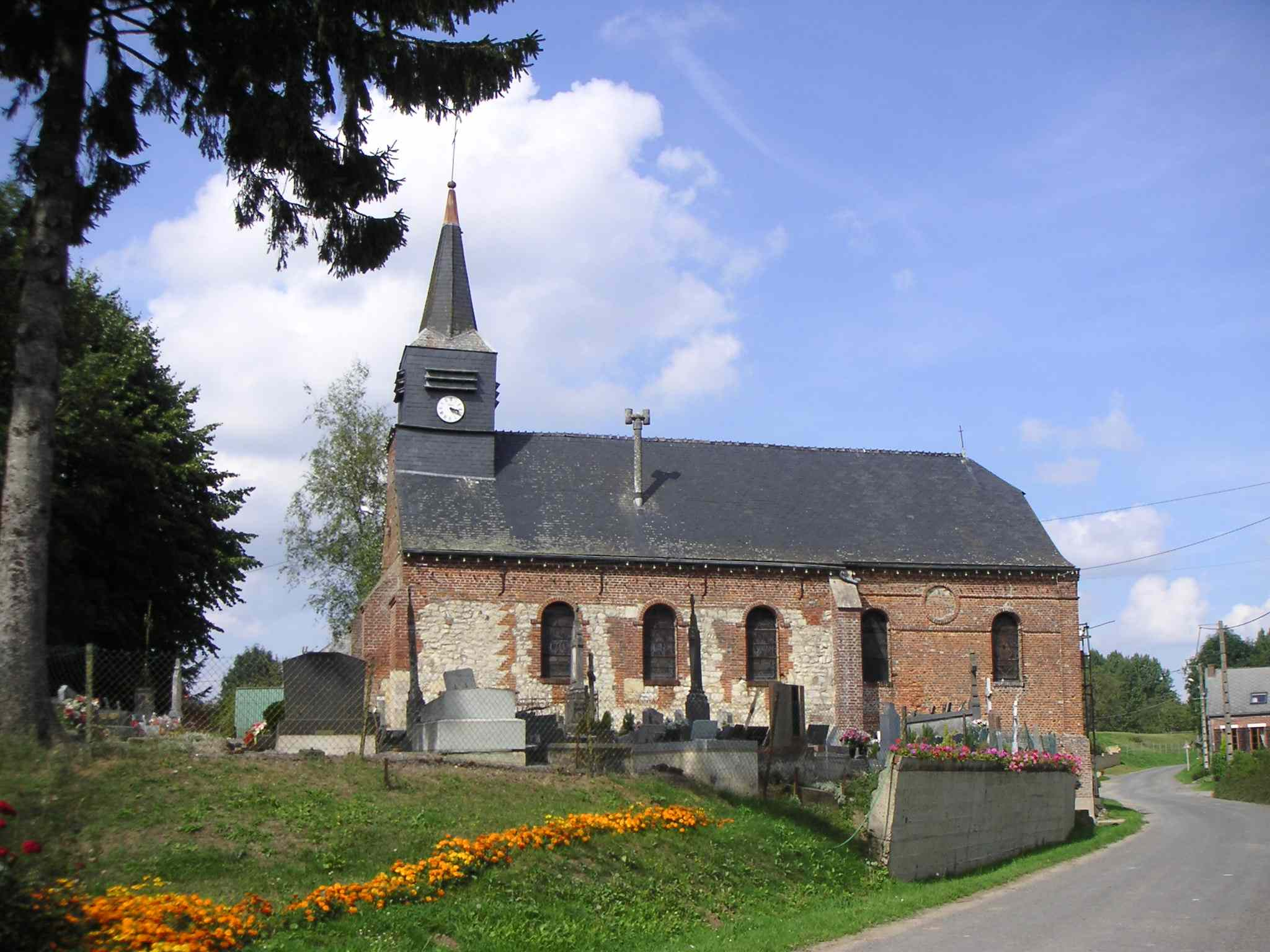
Kirche Saint-Jean-Baptiste

- Kirche Saint-Jean-Baptiste